# Nikon D3200
Nikon D3200 — цифровой однообъективный зеркальный фотоаппарат начального уровня компании Nikon, обладающий матрицей формата APS-C с разрешением 24 мегапикселя.
D3200 пришёл на смену модели Nikon D3100 и отличается от неё новой матрицей (производства Nikon) c увеличившимся динамическим диапазоном 13,2 (против 11,3 у D3100), разрешение которой выросло с 14 до 24 мегапикселей, ЖК-дисплеем с разрешением 921 тыс. пикселей, выросшей с 3 до 4 кадров в секунду скоростью съёмки, а также возможностью подключения Wi-Fi-модуля Nikon WU-1a. Появилась возможность управления камерой с помощью ИК-пульта.
Как и D3100, новый фотоаппарат доступен не только с чёрным, но и с красным цветом корпуса.
Фотоаппарат был представлен 19 апреля 2012 года. Рекомендуемая розничная цена в США — 700 долларов за версию с объективом 18-55mm f/3.5-5.6G VR.

## Отличия от D3100

### Корпус и механика
У D3200 имеются незначительные изменения по сравнению с предшественником. Рычаг управления режимами съёмки заменили на кнопку вызова соответствующего меню. Рычаг включения режима Live view заменили на кнопку, а кнопки масштабирования поменяли местами, теперь «{\displaystyle +}» находится сверху, а «{\displaystyle -}» снизу, что более логично и соответствует моделям средней и высшей ценовой категории.
Появились два датчика (на передней и задней панелях) для ИК-пульта управления, а также микрофонный вход с возможностью подключения стереомикрофона Nikon ME-1 или аналогичного, что является долгожданной и оправданной функцией для съёмки видео со звуком, так как встроенный микрофон записывает звуки системы автофокусировки.
Дисплей получил гораздо большее количество точек: 921К вместо 230К.

### Видео
У данной модели максимальная длина видеоролика составляет 20 минут, вместо 10 минут у D3100. А также увеличена частота кадров: камера записывает 30 кадров в секунду в режиме 1920×1080p. Однако эта модель также может снимать и с частотой 60 кадров в секунду, но это возможно при записи с разрешением 720p.